# Steve Plater
Steve Plater (Luton, 22 agosto 1972) è un pilota motociclistico britannico.

## Carriera
Dopo aver iniziato a correre nelle gare speedway da ragazzino passa ai circuiti asfaltati nel 1993.
È stato campione britannico di Powerbike, campione britannico di Supersport, due volte secondo nel campionato britannico di Supersport, giro veloce e podio al Bol d'Or, diversi podi e vittorie alla North West 200, giro veloce e podio al Gran Premio di Macao nonché 17 podi e 4 vittorie nel campionato britannico Superbike.
Nel 2008 ha corso con il team GMT Yamaha nel mondiale endurance mentre nel campionato mondiale Supersport ha ottenuto 5 punti alla guida di una Triumph 675.
Nel 2010 è incorso in un grave incidente durante le prove della North West 200, cosa che lo ha tenuto lontano dalle competizioni per quasi tutta la stagione.

## Risultati in gara

### Campionato mondiale Supersport
| 1997 | Moto  |  |    |  |  |     |  |  |  |  |  |  |  |  | Punti | Pos. |
| ---- | ----- |  | -- |  |  | --- |  |  |  |  |  |  |  |  | ----- | ---- |
| 1997 | Honda |  | 16 |  |  | Rit |  |  |  |  |  |  |  |  | 0     |      |

| 1998 | Moto  |    |  |  |  |  |  |  |  |  |  |  |  |  | Punti | Pos. |
| ---- | ----- | -- |  |  |  |  |  |  |  |  |  |  |  |  | ----- | ---- |
| 1998 | Honda | 16 |  |  |  |  |  |  |  |  |  |  |  |  | 0     |      |

| 1999 | Moto  |  |  |  |  |  |  |  |     |  |  |  |  |  | Punti | Pos. |
| ---- | ----- |  |  |  |  |  |  |  | --- |  |  |  |  |  | ----- | ---- |
| 1999 | Honda |  |  |  |  |  |  |  | Rit |  |  |  |  |  | 0     |      |

| 2001 | Moto  |  |  |  |  |  |  |  |     |     |     |    |  |  | Punti | Pos. |
| ---- | ----- |  |  |  |  |  |  |  | --- | --- | --- | -- |  |  | ----- | ---- |
| 2001 | Honda |  |  |  |  |  |  |  | Rit | Rit | Rit | 22 |  |  | 0     |      |

| 2008 | Moto    |  |  |  |  |  |  |  |  |    |  |  |  |  | Punti | Pos. |
| ---- | ------- |  |  |  |  |  |  |  |  | -- |  |  |  |  | ----- | ---- |
| 2008 | Triumph |  |  |  |  |  |  |  |  | 11 |  |  |  |  | 5     | 32º  |

| Legenda | 1º posto        | 2º posto            | 3º posto           | A punti      | Senza punti        | Grassetto – Pole position Corsivo – Giro più veloce |
| Legenda | Gara non valida | Non qual./Non part. | Ritirato/Non class | Squalificato | '-' Dato non disp. | Grassetto – Pole position Corsivo – Giro più veloce |

### Campionato mondiale Superbike
| 2000 | Moto     |  |  |  |  |  |  |  |  |  |  |    |     |  |  |  |  |  |  |  |  |  |  |  |  |    |    | Punti | Pos. |
| ---- | -------- |  |  |  |  |  |  |  |  |  |  | -- | --- |  |  |  |  |  |  |  |  |  |  |  |  | -- | -- | ----- | ---- |
| 2000 | Kawasaki |  |  |  |  |  |  |  |  |  |  | 14 | Rit |  |  |  |  |  |  |  |  |  |  |  |  | 14 | 13 | 7     | 39º  |

| Legenda | 1º posto        | 2º posto            | 3º posto           | A punti      | Senza punti        | Grassetto – Pole position Corsivo – Giro più veloce |
| Legenda | Gara non valida | Non qual./Non part. | Ritirato/Non class | Squalificato | '-' Dato non disp. | Grassetto – Pole position Corsivo – Giro più veloce |